# Estado Islámico de Somalia
El Estado Islámico de Somalia (abreviado: ISS ) o Abnaa ul-Calipha es un grupo afiliado al Estado Islámico que opera principalmente en las zonas montañosas de Puntlandia, aunque también se ha adjudicado la responsabilidad de varios ataques terroristas en el resto de Somalia . Dirigido por Sheikh Abdul Qadir Mumin, se cree que cuenta con 300 peleadores activos. Desde su inicio, el ISS, probablemente logró tomar el control de un territorio escasamente poblado en el interior montañoso del norte de Somalia, aunque el liderazgo central de ISIS no lo reconoció como provincia oficial ("Wilayat") hasta diciembre de 2017. Desde entonces, los medios pro-ISIS la han nombrado la Provincia de Somalia ("Wilayat al Somal"). ISS también ha declarado ser enemigo de al-Shabaab, que considera al Estado islámico una amenaza significativa para su propio predominio entre las facciones yihadistas de Somalia.

## Historia

### Formación y orígenes

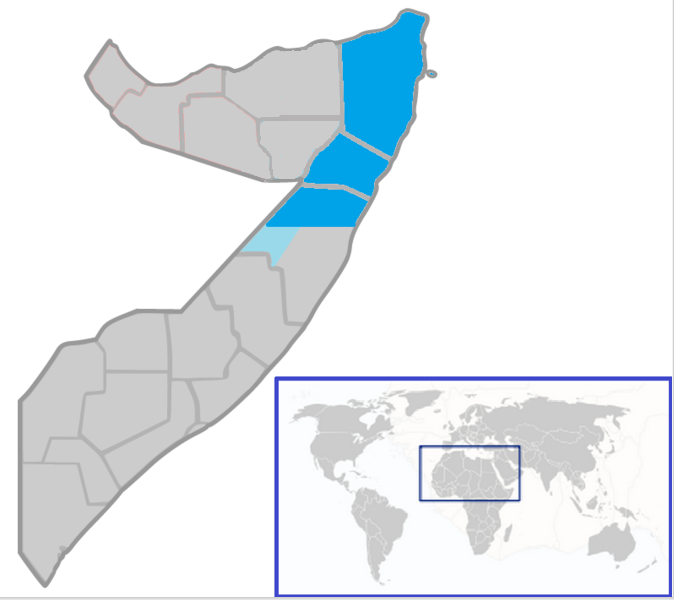
Ubicación de Puntlandia (azul) en Somalia

Los orígenes del Estado Islámico en Somalia se remonta a 2012, cuando los líderes de  Al-Shabaab enviaron a Abdul Qadir Mumin a su campamento en la región de Puntlandia, lejos de las principales áreas de influencia del grupo. Como clérigo con poca experiencia militar, el papel de Mumin en Puntlandia fue originalmente reclutar nuevos miembros para esta rama más pequeña de Al-Shabaab, que estaba dirigido por Mohamed Said Atom en ese momento. Sin embargo, durante la ofensiva en Galgala en 2014, Atom desertó al gobierno y Mumin se vio obligado a tomar el control del grupo. Aislado en el remoto norte y sintiéndose cada vez más distanciado, Mumin comenzó a considerar independizarse de Al-Shabab.
Mientras tanto, el Estado Islámico había lanzado una campaña de propaganda para convencer a Al-Shabaab de unirse a ellos pero,  fue "rechazada con ira" por el liderazgo central de al-Shabaab. A pesar de esto, varios grupos de miembros de al-Shabaab encontraron atractiva la ideología de IS o vieron esta nueva organización yihadista como una forma de desafiar el liderazgo de al-Shabaab en ese momento. Así surgieron varios grupos pro-ISIS en el sur de Somalia. Sin embargo, esto no fue tolerado por la organización somalí, que emitió declaraciones condenando a los disidentes ] y ordenó a su servicio de seguridad interna Amniyat que arrestara o matar a elementos pro-ISIS como la facción de Hussein Abdi Gedi en el Juba Medio.
Mumin, mientras tanto, insatisfecho con su situación, juro bay'ah hacía Abu Bakr al-Baghdadi y el Estado Islámico. Esto causó un violenta separación de Al-Shabaab de Puntlandia siendo solamente 20 de 300 islamistas locales que se unieron a Mumin, mientras que los leales a Al-Shabaab loyalists intentaban matar a los desertores. El pequeño grupo paso a llamarse Abnaa ul-Calipha, mejro conocido como Estado Islámico en Somalia, y para evadir a sus antiguos camaradas, mientras recluta nuevos miembros para su causa. Al-Baghdadi y el nuevo liderazgo de ISIS el liderazgo no reconoció la bay'ah de Mumin, sino que optó por esperar y ver cómo le iba al Estado Islámico en Somalia. Si bien el grupo de Mumin en el norte logró sobrevivir, la situación de las fuerzas pro-EI en el sur de Somalia se volvió aún más precaria. En dos incidentes notables en noviembre y diciembre de 2015, al-Shabaab atacó y destruyó dos de las células más importantes del EI del sur, a saber, las de Bashir Abu Numan y Mohammad Makkawi Ibrahim. Las fuerzas progubernamentales como las Fuerzas Armadas Somalíes y Ahlu Sunna Waljama'a también afirmaron haber atacado a grupos del EI del sur. Como resultado, las fuerzas del EI en el sur de Somalia permanecieron muy débiles, y los que sobrevivieron parecen haber aceptado la autoridad de Mumin con el tiempo, convirtiéndose formalmente en parte de la ISS. Como resultado, un grupo dispar células pro-ISIS en Somalia se transformó en un "grupo organizado".

### Incremento de fuerzas en  Gandala

Variante de colores invertidos usada por el Estado Islámico de Somalia del estandarte negro.

En marzo de 2016, una célula de ISIS en el sur de Puntlandia in southern Puntland fueron perseguido por combatientes de al-Shabaab en Mudug; sin embargo, los perseguidores fueron atacados y completamente derrotados por la Fuerza Derviche de Puntlandia y los Soldados de Galmudug, lo que permitió involuntariamente a los militantes del Estado Islámico escapar a un lugar seguro. A partir de ese momento, la ISS y al-Shabaab dejaron de luchar temporalmente entre sí, con la excepción de algunos incidentes aislados. Durante los meses siguientes, los seguidores de Mumin aumentaron su fuerza y, en abril de 2016, establecieron un campo de entrenamiento temporal que lleva el nombre de Bashir Abu Numan, el seguidor del EI mencionado anteriormente que había sido asesinado por al-Shabaab en noviembre de 2015. En uno de los videos de propaganda del grupo, Mumin bendijo la base improvisada como el "primer campamento del califato en Somalia". El 25 de abril, el ISS también llevó a cabo su primer ataque contra las fuerzas gubernamentales, cuando uno de sus combatientes detonó un IED contra un vehículo AMISOM en Mogadiscio. En agosto de 2016, la célula de Mumin seguía siendo pequeña, probablemente con menos de 100 militantes y muy poco activa. De acuerdo con el Departamento de Estado de los Estados Unidos,sin embargo, ISS comenzó a expandirse secuestrando y adoctrinando a niños de entre 10 y 15 años y empleándolos comoniños soldado.
En octubre de 2016, ISS clamó una docena de ataques realizados desde su fundación, mostrando que el grupo era todavía relativamente débil. Sin embargo, el hecho de que muchos de estos ataques hayan tenido lugar en Mogadiscio indica que la ISS pudo operar en toda Somalia, no solo en sus regiones centrales en Puntlandia. Expertos estimaron que la célula de Mumin se incrementó significativamente a 300 peleadores. El 26 de octubre, el grupo finalmente lanzó su primera gran operación con la campaña dirigida a la principal ciudad portuaria de Ġandala. La ciudad tenía un significado tanto simbólico como estratégico, ya que podría permitir a la ISS reforzar su apoyo local y recibir más suministros de Yemen. Los combatientes del Estado Islámico lograron invadir la ciudad, encontraron poca resistencia y, a partir de entonces, la controlaron en gran medida sin oposición hasta el 3 de diciembre. Ese día, la Fuerza de Seguridad de Puntlandia lanzó una contraofensiva y, después de combates esporádicos durante cuatro días, retomó Qandala el 7 de diciembre de 2016, En general, la ISS sufrió numerosas bajas durante la campaña de Ġandala. pero, no obstante, obtuvo una victoria simbólica, al haber capturado y mantenido una ciudad importante durante más de un mes. Habiendo establecido un nuevo cuartel general en las montañas al-Mishkat, ISS logró atraer nuevos reclutas, en su mayoría niños y huérfanos, aunque también algunos nuevos desertores de al-Shabaab. También se volvió generalmente más activo.

### Ataques terroristas ampliados y anuncio de Wilayat al Somal

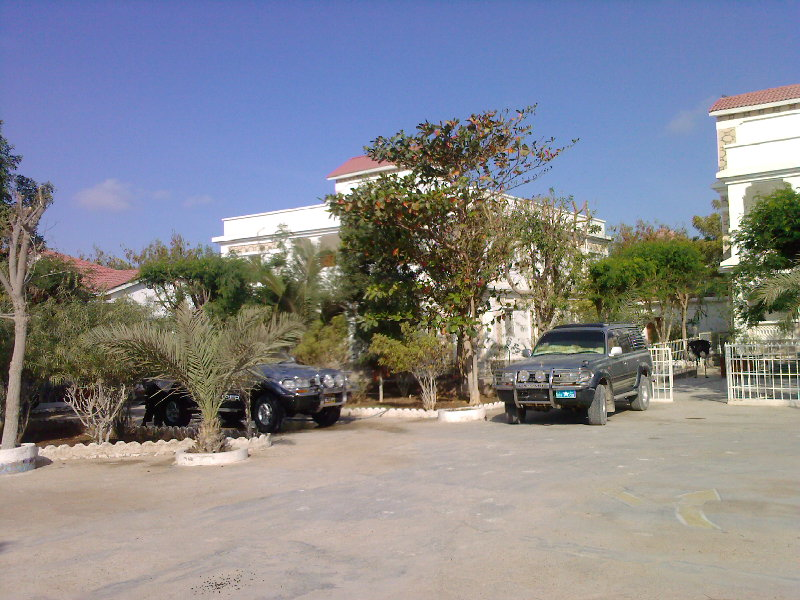
ISS lanzó un ataque en el Hotel Village en Bosaso, durante febrero de 2017. El ataque fue contenido por las fuerzas de seguridad

La campaña de Qandala dio como resultado que el gobierno de Puntlandia y la Unión Africana se tomaran a la ISS más en serio, y ambos tomaron más medidas para contrarrestar la fuerza creciente de la ISS. Además, ISS comenzó a cooperar con al-Shabaab de forma limitada durante los meses siguientes. El 8 de febrero de 2017, ISS lanzó su próximo gran ataque en Puntlandia, con varios militantes del grupo que atacó el Hotel Village en Bosaso. Se produjo un feroz tiroteo y los guardias del hotel finalmente repelieron a los atacantes. Al menos cuatro guardias y dos combatientes de la ISS murieron durante el enfrentamiento. El 28 de marzo de 2017, la ISS tendió una emboscada a un convoy de soldados de Puntlandia cerca de Qandala. Los atacantes se retiraron a las colinas después de infligir dos bajas a las fuerzas gubernamentales. El 16 de abril, el grupo ocupó la aldea de Dasan cerca de Gandala, aunque la abandonó de nuevo después de unas horas. También el ISS se adjudicó También se culpó a la ISS por una explosión al borde de la carretera en Galgala el 23 de abril que mató a 8 soldados e hirió a otros 3.por una bomba al borde de la carretera en Galgala el 23 de abril que mató a 8 soldados e hirió a otros 3. dejando a 8 soldados muertos y otros 3 resultaron heridos. El 23 de mayo de 2017, la ISS llevó a cabo un atentado suicida, que posiblemente fue el primer ataque suicida del grupo. Cuando el terrorista suicida de la ISS intentó acercarse al hotel Juba en Bosaso, lo detuvieron en un puesto de control militar, lo que provocó que detonara sus explosivos, matando a cinco e hiriendo a doce.
En junio de 2017, un oficial militar de Puntlandia afirmó que la ISS se había reducido a unos 70 combatientes activos y se sustentaba robando comida y ganado de las comunidades locales. El experto regional Matthew Bryden, por otro lado, dijo que la ISS todavía tenía hasta 300 combatientes y se había atrincherado en las montañas del este de Galgala, donde había obtenido el apoyo de algunas comunidades locales que se sentían ignoradas por el gobierno. Los observadores también señalaron que el ISS había aumentado significativamente su producción de material de propaganda en un intento de convencer a los locales privados de sus derechos, y al tener yihadistas extranjeros de su lado. A finales de 2017, Naciones Unidas estimó que el grupo de Mumin tenía unos 200 combatientes.
En noviembre de 2017, los Estados Unidos lanzaron sus primeros ataques aéreos contra la EEI y, según informes, mataron a varios miembros del grupo en el valle de Buqo, al este de Bosaso. Sin embargo, no lograron matar a Mumin, que había sido el objetivo principal de los bombardeos. Los observadores notaron que estos ataques aéreos indicaban que el ejército de EE. UU. había llegado a ver a ISS como una amenaza considerable para la estabilidad de la región. El 25 de diciembre, el EI publicó un video de propaganda anticristianos bajo el nombre "Cácenlos, oh monoteístas", en el que el Estado Islámico en Somalia se llamaba Wilayat al Somal (provincia de Somalia), por lo que aparentemente elevando al grupo a una provincia oficial del califato mundial proclamado del EI. Desde entonces, sin embargo, los medios pro-EI no han aplicado consistentemente el nuevo nombre al grupo.

### Rivalidad con Al-Shabaab
El ISS comenzó a lanzar intentos de asesinato en la región alrededor de Mogadiscio desde noviembre de 2017, siendo la ciudad Afgooye la más afectada. A partir de entonces, el grupo aumentó considerablemente su tasa de ataques contra objetivos del gobierno. Para mayo de 2018, la ISS supuestamente había llevado a cabo once ataques y había matado a 23 personas que supuestamente habían trabajado para el gobierno, como agentes de inteligencia, soldados, funcionarios y policías. En respuesta a estos ataques, la Agencia Nacional de Inteligencia y Seguridad comenzó a arrestar a presuntos miembros de la ISS en Mogadiscio y sus alrededores. ISS también secuestró a nueve personas en la región alrededor de Qandala en enero de 2018, incluidos algunos soldados fuera de servicio. Posteriormente, la milicia torturó y decapitó al menos a tres de ellos, dejándolos en un camino para que los peatones los encontraran. A finales de 2018, ISS afirmó haber llevado a cabo 66 ataques, más que en 2016 y 2017 juntos.
| Cuando registramos estos crímenes, no lo hacemos como una denuncia o por debilidad, sino para enseñar a la gente, especialmente a nuestra gente en Somalia, lo que ha hecho la rama de al Qaeda en Somalia, porque la respuesta del Estado Islámico está llegando. fuente Advertencia del Estado Islámico en Somalia a al-Shabaab (15 de noviembre de 2018) |

El grupo siguió creciendo y haciéndose más sofisticada su presencia en Somalia. Comenzaron a recaudar impuestos (básicamente pagos de protección)a negocios en Bosaso en agosto de 2018, incrementando sus ganancias. En algún punto de 2018, ISS logró convencer a un número significativo de militantes de al-Shabaab para que desertaran, lo que resultó en la formación de una célula del Estado Islámico en Beledweyne. Como resultado, se incrementó su actividad en el centro y sur de Somalia, reiniciandose su rivalidad entre ISS y al-Shabaab, ocurriendo varios enfrentamientos entre ambos grupos. En octubre de 2018, al-Shabaab probablemente ejecutó al diputado de la ISS, Mahad Maalin en Mogadiscio,mientras que las fuerzas del Estado Islámico tendieron una emboscada a un grupo de al-Shabaab cerca de B'ir Mirali, al suroeste de Qandala, y supuestamente mataron a 14 militantes rivales. La creciente violencia entre las dos facciones rebeldes yihadistas dio lugar a que el mando central de al-Shabaab publicara un discurso y un tratado de 18 páginas el 20 de diciembre de 2018. En estos trabajos, el Estado Islámico fue reprendido duramente como una fuerza corrupta, apóstata y sedicionista. , mientras que al-Shabaab autorizó a sus leales a destruir elementos de la ISS como "enfermedad en la Yihad". Esto equivalía a una declaración oficial de guerra.
En los meses siguientes, las dos facciones aumentaron considerablemente sus ataques entre sí: se enfrentaron cerca de El Adde en diciembre de 2018 y en numerosos lugares de Puntlandia entre enero y marzo de 2019. Según los informes, la ISS sufrió un revés importante durante estos enfrentamientos. cuando perdió una de sus bases principales en el área de Dasaan ante al-Shabaab. Independientemente, ninguna de las organizaciones parece haber sufrido de manera tangible por esta lucha entre rebeldes, y ambas han seguido atacando objetivos gubernamentales. La Fuerza Aérea de los Estados Unidos llevó a cabo un ataque aéreo contra la ISS el 14 de abril de 2019, matando a su lugarteniente Abdihakim Mohamed Ibrahim en Xiriiro, región de Bari. El 12 de julio de 2019, militantes de la ISS se enfrentaron con las fuerzas de seguridad cerca del hotel Safa en la capital de Puntlandia, Bosaso, el mismo día que al-Shabaab atacó un hotel en Kismayo. La Fuerza Aérea de los Estados Unidos bombardeó una base de la ISS en las Montañas Golis el 8 de mayo de 2019 y, según informes, mató a 13 militantes.
El 27 de octubre de 2019, el califa del EI Abu Bakr al-Baghdadi fue asesinado en el ataque de Barisha, tras lo cual el comando central de la organización eligió a Abu Ibrahim al-Hashimi al-Qurashi como nuevo líder. El 4 de noviembre, el Estado Islámico de Somalia prometió oficialmente lealtad a al-Qurashi. En ese momento, ISS se consideraba un elemento importante en la red internacional de IS, pero aún sufría la incapacidad de expandirse debido a la presión de al-Shabaab, las Fuerzas Armadas de Somalia y las Fuerzas Armadas de los Estados Unidos. En consecuencia, desde fines de 2019, el grupo intentó volverse más activo más allá de las fronteras de Somalia, ya que sus fuerzas intentaron infiltrarse en Etiopía y reclutar nuevas fuerzas allí. Sus operaciones en Etiopía fueron repetidamente aplastado por las fuerzas de seguridad locales y varios militantes fueron arrestados. La ISS también había establecido un nuevo campo de entrenamiento, cuyo nombre en código era "Dawoud al Somali", probablemente en el norte de Puntlandia.
En la primera mitad de 2020, ISS incrementó su cantidad de ataques, mientras Al-Shabaab mandaba efectivos para combatir la disputada área de Dasaan, región de Mudug. Al mismo tiempo sufrieron varios tropiezos, como la destrucción de varias células de ISS alrededor de Bosaso, obstaculizando la capacidad del grupo para operar en el norte. En consecuencia, el repunte de la actividad de la ISS se centró en el sur de Somalia, principalmente en Mogadiscio. En julio del mismo año, las Fuerzas de Seguridad de Puntlandia lanzaron una importante ofensiva contra ISS en Bosaso. Apoyados por las Fuerzas Armadas de los Estados Unidos, las tropas de Puntlandia, reportaron graves bajas hacía el ISS, aunque los insurgentes afirmaron haber repelido finalmente el ataque.

## Organización

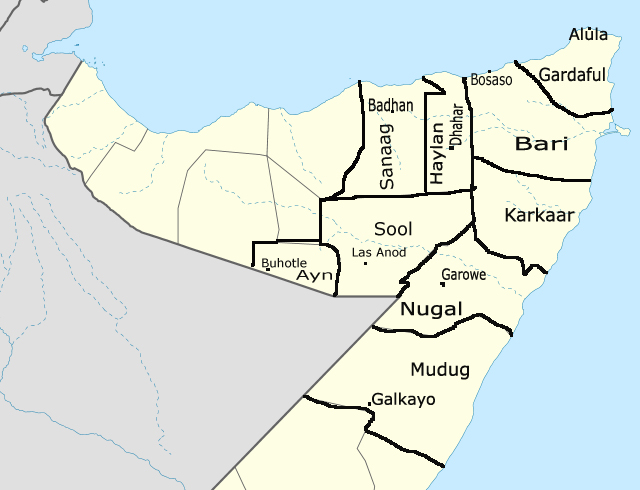
ISS opera principalmente en las Montañas de Galgala, la región de Bari,Puntlandia.

El Estado Islámico en Somalia es liderado por Abdul Qadir Mumin cuyo papel en la existencia continua del grupo se ha considerado extremadamente importante. Descrito como "elocuente y persuasivo, [...] muy listo y sofisticada, Mumin está muy envuelto en el yihadismo internacional, y ha sido descrito como un líder terrorista peligroso. Después de que circularan informes en junio/julio de 2017 de que Abu Bakr al-Baghdadi había sido asesinado, la experta en terrorismo Candyce Kelshall incluso especuló que Mumin podría verse tentado a declararse nuevo califa del EI.. Sin embargo, el control directo de Mumin se limita a las fuerzas de la ISS en el norte de Somalia. Aunque las células pro-EI en el sur del país probablemente han aceptado a Mumin como su líder oficial.,la relación exacta entre los grupos norte y sur de la ISS sigue sin estar clara. Es posible que estos últimos solo tengan vínculos nominales con la rama norte o que no tengan ningún contacto real. De cualquier manera, las células del sur siguen estando relativamente débiles y en estado precario, bajo la amenaza constante de Al-shabaab.
Además de Mumin, se conocía a otros dos comandantes de la ISS: Mahad Maalin se desempeñó como comandante de campo y cabecilla del grupo hasta su muerte en octubre de 2018. Fue sucedido como diputado por Abdihakim Mohamed Ibrahim, alias "Dhoqob", de quien se creía que era la "mano derecha" de Mumin. Dhoqob fue asesinado el 14 de abril de 2019, y su muerte fue interpretada por el Comando de África de Estados Unidos como un gran golpe para la ISS.
Aunque es probable que la ISS controle un territorio relativamente pequeño en el interior montañoso de Puntland, no se sabe que el grupo haya intentado establecer algo parecido a un gobierno en cualquier punto de su existencia. Las áreas actuales de la EEI están escasamente pobladas o no están pobladas en absoluto, mientras que la población civil de Qandala huyó por completo durante su ocupación por parte de los militantes. En noviembre de 2019, el ISS controlaba las aldeas de Dasaan y Shebaab en la región de Bari. Se sabe que el grupo usa cuevas como escondites.

### Fuerza militar
La fuerza del Estado Islámico en Somalia fluctuaron sobre el tiempo, y no se sabe con certeza. La célula inicial de Mumin se estimó en unos 20 miembros, creciendo a menos de 100 en agosto de 2016. En el momento de la campaña de Qandala, un exfuncionario de la Agencia de Inteligencia de Puntlandia argumentó que la ISS contaba entre 200 y 300 militantes. Después de su derrota en Qandala, los observadores locales juzgaron que el grupo se redujo a solo 70 a 150 miembros en junio de 2017. Posteriormente, el Estado Islámico en Somalia reclutó nuevos combatientes para aliviar su escasez de mano de obra, aunque los periodistas somalíes dieron versiones muy diferentes sobre el éxito de esta campaña de reclutamiento. En consecuencia, se creía que ISS tenía entre 100 y 300 militantes fuertes a mediados de 2018. La vasta mayoría de los miembros del ISS son Somalis, con algunos muyahidines peleando con el grupo incluyendo sudaneses, Yemenies, etíopes, egipcios, djibutis, e incluso un canadiense.